# Onthophagus illyricus
Onthophagus illyricus ist ein Käfer aus der Familie der Blatthornkäfer, der zur Unterfamilie Scarabaeinae gerechnet wird. Die Gattung Onthophagus umfasst über zweitausend Arten in 29 Untergattungen. In Europa ist die Gattung mit sechs Untergattungen vertreten. Onthophagus illyricus wird zur Untergattung Onthophagus gerechnet, deren Schwesterart Onthophagus taurus (Stierkopf-Dungkäfer) ebenfalls in Europa zu finden ist.
Onthophagus illyricus wurde zeitweise als Unterart von Onthophagus taurus eingestuft. Trotz der großen äußerlichen Ähnlichkeit sind die genetischen Unterschiede groß. Auf Grund dieser Unterschiede wird angenommen, dass sich die Arten vor etwa drei bis vier Millionen Jahren im Pliozän aufgespalten haben und erst nach der Aufspaltung sich überschneidende Ausbreitungsgebiete besiedelt wurden.
Die Männchen treten in zwei verschiedenen Erscheinungsformen auf. Sind die Entwicklungsbedingungen so günstig, dass die Larven eine kritische Größe überschreiten, entwickeln sich sogenannte 'große Männchen' mit zwei imposanten Hörnern. Wird die kritische Größe nicht überschritten, entwickeln sich 'kleine Männchen', die nur ansatzweise Hörner besitzen. Große und kleine Männchen verfolgen verschiedene Strategien bei der Fortpflanzung.

## Bemerkungen zum Namen und Synonymen
Der Käfer wurde erstmals 1763 von dem Österreicher Scopoli als Scarabaeus illyricus beschrieben. Der Fundort am Fetschenbach (heute Idrijca) lag zur Zeit der Erstbeschreibung in Österreich im Herzogtum Krain, gehörte jedoch zum südslawischen Sprachgebiet, und die südslawischen Sprachen wurden damals als illyrische Sprachen bezeichnet. Wenige Jahre danach gehörte das Gebiet unter Napoleon für kurze Zeit zu den Illyrischen Provinzen, später zum Königreich Illyrien. Dies erklärt den Artnamen illyricus, den Scopoli dem Käfer gab. Der Fundort liegt heute in Slowenien bei der Stadt Idrija.
Die Gattung Scarabaeus wurde mehrfach aufgeteilt, Latreille trennte 1802 die Gattung Onthophagus von der Gattung Copris ab. Er stellte sie zwischen die Gattungen Onitis und Aphodius. Latreille zählte sechzehn Arten zur Gattung Onthophagus und erwähnte dabei Onthophagus illyricus nicht. Der Gattungsname ist von altgr. όνθος „ónthos“ für „Mist“ und φάγος „phágos“ für „Fresser“ abgeleitet und bezieht sich auf die Nahrungsquelle von Käfer und Larve.

## Beschreibung des Käfers
Der sechs bis elf Millimeter lange Käfer ist matt schwarz oder schwarzbraun und kann einen metallischen Schimmer haben (beispielsweise in Abb. 2). Der Körper ist gewölbt und ohne Kopf nur knapp eineinhalb mal so lang wie breit.
|                                    |                         |
| Abb. 1: Seitenansicht ♂            | Abb. 2: Vorderansicht ♂ |
|                                    |                         |
| Abb. 3: Behaarung der Flügeldecken |                         |

Die Fühler sind neungliedrig und enden in einer dreiblättrigen, rundlichen Keule. Die Oberkiefer sind außer an der Wurzel häutig. Die Kiefertaster sind viergliedrig, fadenförmig, das Endglied ist etwas länger als die vorhergehenden. Die Lippentaster sind dreigliedrig, die beiden ersten Glieder borstig rau, das Endglied kaum sichtbar in der Spitze des zweiten Gliedes versteckt. Der Kopf besitzt zwei Querleisten, eine Stirn- und eine Scheitelleiste. Diese sind jedoch nur beim Weibchen deutlich erkennbar. Bei großen Männchen ist die Stirnleiste sehr schwach ausgeprägt, an Stelle der Scheitelleiste sind zwei lange, schlanke Hörner ausgebildet. Sie sind so zur Seite und nach hinten gebogen, dass sie sich bei erhobenem Kopf dem Halsschild anschmiegen. Die Männchen können jedoch auch ein anderes Erscheinungsbild haben (alternativer Phänotyp). Kleinere Männchen bleiben hornlos oder haben nur rudimentäre Hörnchen. Die Stirn ist beim Männchen stärker und dichter punktiert, bei Onthophagus taurus dagegen ist die Punktierung fein und weitläufiger. Der Kopfschild ist vorn nicht ausgerandet, sondern breit abgerundet.
Neuere Untersuchungen zeigen, dass auch der Bau des Epipharynx bei den beiden Arten verschieden ist.
Die Seiten des Halsschilds sind vor der Basis nicht deutlich, sondern höchstens kaum merklich ausgerandet. Die Halsschildabsturzfläche ist nur wenig schwächer als die Scheibe punktiert, was jedoch nur bei günstiger Belichtung und Vergrößerung sichtbar wird (vergleiche Absturz in Abb. 2 mit Mitte des Halsschilds in Abb. 1). Bei Onthophagus taurus dagegen ist der Unterschied der Punktierung oben und vorn auf dem Halsschild deutlich ausgeprägt. Die Basis des Halsschilds ist ohne Grübchen.
Das Schildchen ist nicht sichtbar.
Behaarung und Punktierung der Flügeldecken unterscheidet sich bei Onthophagus illyricus und Onthophagus taurus ebenfalls, was jedoch auch sehr leicht übersehen werden kann. Bei Onthophagus illyricus ist die Punktierung grober (gekörnt) als bei Onthophagus taurus. Außerdem ist Onthophagus illyricus auf den Flügeldecken großflächiger behaart als die Schwesterart, wenn auch die Behaarung wenig dicht und kurz ausfällt. Die ersten Zwischenräume der Streifen können sogar kahl sein, der dritte und vierte Flügeldeckenzwischenraum ist jedoch nie kahl wie bei Onthophagus taurus (Abb. 3).
Die Beine sind relativ kurz, die Schenkel in der Mitte etwas erweitert. Alle Tarsen sind fünfgliedrig und schwach ausgebildet, besonders die Vordertarsen sind viel schwächer als die Schienen ausgebildet, aber nicht fehlend. Die Vorderschienen sind vierzähnig. Der Endzahn der Vorderschiene ist nicht nur zur Seite, sondern auch nach vorn vorstehend. Ihm gegenüber befindet sich auf der Innenseite ein beweglicher Endsporn. Die Mittel- und Hinterschienen sind nicht säbelartig verlängert. Sie sind gegen das Ende verbreitert. Die Mittelschienen tragen am Ende zwei Sporne, die Hinterschienen nur einen. Bei den Weibchen von Onthophagus illyricus sind die Vorderschienen etwas schlanker als bei Weibchen von Onthophagus taurus.
Die Unterschiede im Bau der Genitalien sind deutlicher als die Unterschiede der äußeren Körpermerkmale und schließen eine Hybridisierung vermutlich weitgehend aus.

## Biologie
Sowohl Onthophagus illyricus, als auch Onthophagus taurus sind wärmeliebend und zeigen ein gleiches Grundverhalten: Sie ernähren sich von den Exkrementen verschiedener Pflanzen- und Allesfresser, paaren sich auf dem Kot und betreiben eine gleichartige Brutfürsorge. Auf dem gleichen Dunghaufen kann man Vertreter beider Arten antreffen. Allerdings unterscheidet sich der Fortpflanzungszyklus der beiden Arten zumindest teilweise. Bei Onthophagus illyricus erscheinen die vorjährigen Käfer erst im Spätfrühling, die Eiablage beginnt im Juni, und die neue Generation erscheint im Juli und August. Das Maximum der Häufigkeit liegt im Sommer. Bei Onthophagus taurus erscheint der Käfer bereits früher, beginnt sofort mit der Fortpflanzung, die neue Generation erscheint mit Beginn des Sommers. Die Häufigkeitsverteilung zeigt zwei Spitzen, eine im Frühling und eine im Sommer.
Bei Onthophagus acuminatus kämpfen die großen Männchen um die Weibchen, die kleinen Männchen versuchen sich unbemerkt 'hinter dem Rücken' der großen Männchen mit den Weibchen zu paaren. Beide Taktiken sind erfolgreich. Vermutlich trifft dies auch auf Onthophagus illyricus zu.
Die Käfer graben unter dem Dunghaufen Gänge in den Boden und davon abzweigende blind endende Seitengänge. In die Seitengänge wird Kot aus dem Dunghaufen eingetragen. Die Larven ernähren sich von dem eingetragenen Dung. Sind die Seitenkammern mit Dung gefüllt, werden sie mit einem Ei belegt und verschlossen. Während der Entwicklung werden drei Larvenstadien durchlaufen.
In einer Vergleichsstudie wurde gezeigt, dass die gefüllten Kammern von Onthophagus illyricus zu fast 80 % in einer Tiefe von weniger als sieben Zentimetern lagen, nur 20 % befanden sich tiefer als sieben Zentimeter, in jedem Fall weniger tief als 14 cm. Bei Onthophagus taurus vom gleichen Fundort dagegen fand man über die Hälfte der Brutkammern tiefer als 14 cm und nur 6 % der Brutballen lagen in einer Tiefe von weniger als sieben Zentimetern.

## Verbreitung
Der Käfer ist in fast ganz Europa außer im Norden verbreitet. Er fehlt auf den Britischen Inseln und in Skandinavien ist er nur aus Schweden gemeldet. Auch alpin kommt er nicht vor, er dringt aber in größere Höhen vor als Onthophagus taurus. Andrerseits fehlt er im Süden auf Zypern und Kreta, auf den beiden Inseln findet man jedoch Onthophagus taurus. Da in älteren Sammlungen die beiden Käfer noch vermischt sein können, sind die Daten jedoch nicht sehr belastbar.
Außerhalb Europas erstreckt sich das Verbreitungsgebiet noch bis nach West- und Zentralasien (Syrien, Mesopotamien, Iran, Afghanistan).